# 飯倉章
飯倉 章 （いいくら あきら、1956年 - ） は、日本の国際政治学者。城西国際大学国際人文学部教授。専門は近現代日欧・日米関係史、および国際政治学における政策決定論。

## 略歴
茨城県古河市出身。1979年慶應義塾大学経済学部卒業、1992年国際大学大学院国際関係学研究科修士課程修了（国際関係学修士）、2010年、博士（学術）（聖学院大学）の学位を取得。
国民金融公庫勤務（1979-1989年）、国際大学日米関係研究所リサーチアシスタント（1993-1994年）、1995年より城西国際大学国際文化教育センター研究員、同大学人文学部専任講師・助教授・教授を経て、城西国際大学国際人文学部教授（現職）。2018年4月より2021年3月まで城西国際大学国際人文学部長。

## 受賞歴
- 2000年『旅の果て』で第8回やまなし文学賞（小説部門）受賞[3]

## 著書

### 単著
- 『旅の果て』（山梨日日新聞社、2000年）
- 『イエロー・ペリルの神話――帝国日本と「黄禍」の逆説』（彩流社、2004年）
- 『日露戦争諷刺画大全』上・下（芙蓉書房出版、2010年）
- 『黄禍論と日本人――欧米は何を嘲笑し、恐れたのか』（中央公論新社〈中公新書〉、2013年）
- 『第一次世界大戦史――諷刺画とともに見る指導者たち』（中央公論新社〈中公新書〉、2016年）
- 『1918年最強ドイツ軍はなぜ敗れたのか――ドイツ・システムの強さと脆さ』（文藝春秋〈文春新書〉、2017年）
- 『第一次世界大戦と日本参戦―揺らぐ日英同盟と日独の攻防』（吉川弘文館〈歴史文化ライブラリー〉、2023年）

### 訳書
- ルイス・バーンスタイン・ネイミア（都築忠七・共訳）『1848年革命――ヨーロッパ・ナショナリズムの幕開け』（平凡社、1998年）
- エミリー・S・ローゼンバーグ『アメリカは忘れない――記憶のなかのパールハーバー』（法政大学出版局、2007年）

## 論文等

### 単行本所収論文・論考等
- 「EUとドイツ」細谷千博・長尾悟編『テキストブック　ヨーロッパ統合』（有信堂高文社、2000年）
- “Consistent Japanese, Changeable Americans: Japanese and American Attitudes toward Each Other in the Postwar Period,”in Chihiro Hosoya and A50 Editorial Committee eds., Japan and the United States: Fifty Years of Partnership (The Japan Times, 2001).
- 「占領期　1945－1952年」「日本異質論とは何だったのか」「世論調査にみる対米観・対日観」など　細谷千博監修、A50日米戦後史編集委員会編『日本とアメリカ――パートナーシップの50年』（ジャパンタイムズ、2001年）
- 「カイザーとツアーの日本海海戦」日本随想録編集委員会編『日本海海戦随想録――子々孫々に伝える「日本海海戦」秘話集』（歴研、2003年）
- “The Anglo-Japanese Alliance and the Question of Race,”in Phillips Payson O’Brien, ed., The Anglo-Japanese Alliance, 1902-1922 (Routledge, 2004).
- 「パターナリズムのなかの日本――日露戦争と欧米の日本イメージの変遷」日露戦争研究会編『日露戦争研究の新視点』（成文社, 2005年）
- “The ‘Yellow Peril’ and its Influence on Japanese-German Relations,”in Christian W. Spang and Rolf-Harald Wippich, eds., Japanese-German Relations, 1895-1945: War, Diplomacy and Public Opinion (Routledge, 2006).
- 「〈人種戦争〉としての日露戦争」山梨学院大学ポーツマス講和100周年記念プロジェクト編集『山梨学院創立60周年記念誌　日露戦争とポーツマス講和』（山梨学院大学、2006年）
- 「核危機の15年、1992－2006――国際政治理論による米朝間の対外政策の分析」杉田米行編著『アジア太平洋地域における平和構築――その歴史と現状分析』（大学教育出版、2007年）
- “Japan under Paternalism: The Changing Image of Japan during the Russo-Japanese War,”John W. Chapman and Inaba Chiharu, eds., Rethinking the Russo-Japanese War, 1904-05, Volume II: The Nichinan Papers (Global Oriental, 2007).
- 「欧米のメディアから見た日露戦争」平間洋一編著『日露戦争を世界はどう報じたか』（芙蓉書房出版、2010年）
- 「大戦史　第一次世界大戦とは何だったのか？」飯倉章、山室信一、小野塚知二、柴山桂太ほか著『世界史としての第一次世界大戦』（宝島社、2020年）宝島社新書563
- 「FDR、アイク、マッカーサー、そして、マーシャル、知られざる真珠湾の一日を追う」「原爆という復讐を正当化したプロパガンダ――アメリカ映画のなかの真珠湾攻撃」有馬哲夫、八幡和郎、飯倉章ほか著『日米開戦1941――最後の裏面史』（宝島社、2021年）
- 「うつろうパールハーバーの記憶――アメリカの安全保障政策との関係を中心にして」「キッチンをめぐる戦争――冷戦と家庭への封じ込め」「日本とキッチン論争と冷戦の終焉」飯倉章、森雅雄 共著『太平洋戦争と冷戦の真実』（芙蓉書房出版、2021年）

### 雑誌論文
- 「クリントン政権における対外経済政策の変容」『外交時報』1329号（1996年）
- 「地方自治と男女共同参画社会条例――長野県『男女共同参画社会づくり条例』制定過程にみる諸問題（共著）」『国際文化研究所紀要』10号（2005年）
- “The Japanese Response to the Cry of the Yellow Peril during the Russo-Japanese War”『国際文化研究所紀要』11号（2006年）
- 「キッチンをめぐる戦争――冷戦とジェンダー」『軍事史学』43巻2号（2007年）

### 小説
- 「勇士の面目」『三田文學』第99巻142号 夏季号（2020年）

## テレビ出演
- NEWSチバ930（千葉テレビ放送、2011年3月30日 - ） - 現在金曜日（1ヵ月半に１回）のコメンテーターとして出演[4]